# Igreja de Nossa Senhora do Livramento dos Homens Pardos
A Igreja de Nossa Senhora do Livramento dos Homens Pardos é um templo católico localizado na cidade do Recife, capital de Pernambuco, Brasil.

## História
Em 1694, de acordo com referências históricas, havia uma igrejinha simples no local onde se encontra o templo atual, sob a invocação de Nossa Senhora do Livramento, em um terreno que fazia parte das "hortas de São Pedro dos Clérigos". A devoção à Virgem Maria enquanto sendo "Senhora do Livramento" foi adotada pela irmandade dos pardos, que eram significativa parcela da população do Recife. No livro "Narração Histórica das Calamidades de Pernambuco", de 1715, constata-se uma referência à Igreja de Nossa Senhora do Livramento dos Homens Pardos.
Nos anos de 1711 e 1712 ocorreram obras de frontispício e acabamento dos altares, e as suas talhas foram elaboradas entre 1715 e 1717 pelo artista João da Costa Furtado. A igreja primitiva foi então sendo alvo de reformas contínuas, até que, em 1830, a Irmandade de Nossa Senhora do Livramento dos Homens Pardos decidiu demolir grande parte dela para ampliá-la.
A igreja possui linhas clássicas coloniais, e a sua fachada apresenta traços de relevo em pedra de cantaria e em granito lavrado.